# Kup europskih prvaka u rukometu 1970./71.
Ovo je 11. izdanje Kupa europskih prvaka u rukometu. VfL Gummersbach obranio je naslov. Sudjelovalo je 25 momčadi. Nakon dva kruga izbacivanja igrale su se četvrtzavršnica, poluzavršnica i završnica. Hrvatska je imala svog predstavnika Partizan iz Bjelovara koji je predstavljao Jugoslaviju. Završnica se igrala u Dortmundu ().

## Turnir

### Poluzavršnica
- Sporting Lisabon -  VfL Gummersbach 17:25, 11:25
- Partizan Bjelovar -  Steaua Bukurešt 18:14, 9:17

### Završnica
- VfL Gummersbach -  Steaua Bukurešt 17:16

- europski prvak:  VfL Gummersbach (treći naslov)